# José Eugenio Salarich

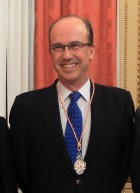
José Eugenio Salarich en 2012.

José Eugenio Salarich Fernández Valderrama (Madrid, 4 de enero de 1955) es un diplomático español.

## Biografía
Licenciado en Derecho, ingresó en 1981 en la carrera diplomática. Estuvo destinado en las representaciones diplomáticas españolas en Camerún, Misión Permanente de España ante las Naciones Unidas y Santa Sede. Ha sido Subdirector General de Cooperación Política Europea y de Política Exterior y de Seguridad Comunitaria. En 1997 fue nombrado embajador de España en la República de Mozambique y en 2001 embajador en Tailandia. De mayo de 2004 a julio de 2010, fue director general de Política Exterior para Asia y Pacífico y después director general de Relaciones Económicas Internacionales y Asuntos Energéticos. Fue nombrado el 13 de abril de 2012, embajador de España en Emiratos Árabes Unidos.